# Arthur Anthony Macdonell
Arthur Anthony Macdonell, född den 11 maj 1854 i Muzaffarpur, Bihar i Indien, död den 28 december 1930, var en brittisk indolog. 
Macdonell idkade universitetsstudier 1875–1884 i Tyskland och verkade sedermera i Oxford, bland annat som lektor i tyska och deputy professor i sanskrit 1888–1899, från 1899 huvudlärare och Boden professor i sanskrit och föreståndare för Indian Institute där. Macdonell utgav och översatte Brhad-devata (2 band i "Harvard sanskrit series", V, VI, 1904).